# Wei Yili
Wei Yili (魏轶力S, Wèi YìlìP; Yichang, 24 giugno 1982) è una giocatrice di badminton cinese, vincitrice della medaglia di bronzo ai Giochi olimpici di Pechino 2008 nel doppio femminile, in coppia con Zhang Yawen.
Nei precedenti Giochi olimpici, ad Atene 2004, in coppia con Zhao Tingting si è classificata quarta nel torneo del doppio femminile; sconfitte in semifinale dall'altra coppia cinese Huang Sui - Gao Ling, e nella finale per il 3º posto dalle sudcoreane Ra Kyung-Min e Lee Kyung-won.

## Palmarès
- Giochi olimpici

Pechino 2008: bronzo nel doppio femminile.
- Campionati mondiali di badminton

2001 - Siviglia: argento nel doppio femminile.
2003 - Birmingham: argento nel doppio femminile.
2006 - Madrid: argento nel doppio femminile.
2007 - Kuala Lumpur: bronzo nel doppio femminile.